# Silvio Angelucci
Silvio Angelucci (Conza della Campania, 20 marzo 1909 – Mar Mediterraneo, 13 agosto 1942) è stato un militare e aviatore italiano, decorato di Medaglia d'oro al valor militare alla memoria nel corso della seconda guerra mondiale.

## Biografia
Nacque a Conza della Campania, provincia di Avellino, il 20 marzo 1909. Nel novembre 1928 si arruolò volontario nella Regia Aeronautica in qualità di allievo sergente pilota, e nel luglio 1930 consegui, con la promozione a sergente, anche il brevetto di pilota militare. Assegnato nel 1935 al 9º Stormo Bombardamento Terrestre, partecipò alla guerra d'Etiopia e alle prime operazioni di polizia coloniale in Africa Orientale Italiana. Durante l'intero ciclo operativo in Etiopia fu decorato di una medaglia di bronzo al valor militare, rimpatriando alla fine del 1936 con il grado di maresciallo di terza classe. Dall’ottobre 1937 all’ottobre 1938 combatte durante la guerra di Spagna dove conseguì la promozione a sottotenente in servizio permanente effettivo e fu decorato con una medaglia d'argento e una di bronzo al valor militare. Rientrato in Italia ebbe la promozione a tenente ritornando in servizio presso il 9º Stormo Bombardamento Terrestre col quale operò all'entrata in guerra del Regno d'Italia, avvenuta il 10 giugno 1940. Partecipò alla campagna italiana di Grecia (1940-1941), e dal 1º febbraio 1941 fu trasferito alla 255ª Squadriglia del 105º Gruppo Autonomo Bombardamento Terrestre dotato dei bombardieri aerosiluranti Savoia-Marchetti S.79 Sparviero. Cadde in combattimento il 13 agosto 1942 durante un'azione di siluramento contro un incrociatore nemico nel corso della battaglia di mezzo agosto, e fu decorato con la medaglia d'oro al valor militare alla memoria.
Il 1º settembre 1984 la 46ª Aerobrigata, con sede sull’Aeroporto di Pisa-San Giusto, viene intitolata a Silvio Angelucci.

### Fonti
1. 1 2 3 4 5 6 7  Combattenti Liberazione.
2. 1 2  Gruppo Medaglie d'Oro al Valor Militare 1965, p. 65.
3. 1 2  Ufficio Storico dell'Aeronautica Militare 1969, p. 124.
4. ↑   Medaglia d'oro al valor militare Angelucci, Silvio, su quirinale.it, Quirinale. URL consultato l'11 luglio 2021.